# Carlos Bossio
Carlos Gustavo Bossio (Córdoba, 1º dicembre 1973) è un ex calciatore argentino, di ruolo portiere.

## Carriera

### Club
Bossio debuttò nel calcio professionistico con il Belgrano de Córdoba, squadra della sua città natale. Nel 1994 divenne il portiere dell'Estudiantes, in cui rimase per cinque anni, fino al 1999, totalizzando 146 presenze e segnando anche una rete.
Il 12 maggio 1996 ha segnato il gol per la sua squadra contro il Racing Club (1-1) con un colpo di testa.
Nel 1999 si trasferì nella Primeira Liga, al Benfica di Lisbona.
In Europa non trovò continuità e, dopo una stagione al Vitória Setúbal, tornò in Argentina, al Club Atlético Lanús, dove diventò capitano, giocando da titolare. Nel 2009 va a giocare in Messico nel Querétaro.

### Nazionale
Giocò in nazionale nel periodo tra 1994 e 1996, vincendovi una medaglia d'oro e una medaglia d'argento, rispettivamente: nei Giochi Panamericani 1995 e nei Giochi olimpici di Atlanta del 1996.

## Palmarès

### Club
- Campionato argentino: 1

Lanús: Apertura 2007

### Nazionale
- Giochi panamericani: 1

1995
- Argento olimpico: 1

Atlanta 1996